# جون ديفيد إريكسون
جون ديفيد إريكسون (بالإنجليزية: Jon David Erickson)‏ هو اقتصادي أمريكي، ولد في 20 نوفمبر 1969 في فولز تشيرش في الولايات المتحدة.